# Telemax (México)
Telemax es una cadena de televisión abierta mexicana con sede en Hermosillo, Sonora. Su estación insignia es XEWH-TDT en Hermosillo, la licencia de concesión está a nombre de Televisora de Hermosillo, S. A. de C. V., empresa que es propiedad del Gobierno del Estado de Sonora.

## Historia

### Historia de XEWH
La estación de televisión XEWH se fundó el 27 de noviembre de 1957 por la familia Azcárraga. El canal fue lanzado al aire el 30 de mayo de 1959 como parte de la cadena Telesistema Mexicano (hoy Televisa). De ahí, el indicativo de las siglas XEWH-TV del canal, provienen de "XEW", la estación principal de la cadena Telesistema Mexicano en la Ciudad de México, y se sustituyó por la "H", la letra de la ciudad de Hermosillo. Como es común de las estaciones de Telesistema Mexicano, XEWH había operado una de las estaciones independientes hasta 1969, en donde la estación se convirtió en un retransmisor de programación importada, probablemente la de XEW-TV, y se mantuvo así hasta 1978. En 1984, la familia Azcárraga vendió la estación al Gobierno de Sonora. El 22 de agosto de 1985, se decretó el establecimiento del Gobierno Estatal 369, cuando el canal 6 (actualmente Telemax) se había establecido como la voz oficial del Gobierno de Sonora. También, en ese mismo año, el gobierno comenzó a construir una red de estaciones de televisión de baja potencia en todo Sonora para retransmitir XEWH.

### Historia de Telemax
En el año de 1990 se vio el lanzamiento de Telemax, una nueva identidad para la estación de televisión estatal. La construcción inicial de la red estatal estaba llegando a su fin, pero como Telemax, el número de estaciones en la red aumentó rápidamente. Siete estaciones fueron instaladas en 1996, y 26 más en 1997, lo que eleva a 58 estaciones.

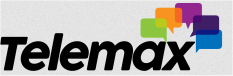
Logo utilizado de 2015 a 2022 (con algunas variantes).

 En 2015, Telemax cambia radicalmente su formato para ofrecer noticieros de media hora en la parte superior de la hora entre semana, así como la programación educativa los fines de semana. El relanzamiento de la red incluyó un nuevo logotipo y eslogan, #TuVozSeEscucha, así como un énfasis en la interacción de las redes sociales. El 8 de septiembre de 2015, Telemax fue lanzado en HD y lanzó 17 transmisores de HD.

## Logotipos del canal
| Período                | Características |
| ---------------------- | --- |
| 1959-1969              | El primer logotipo que identificó a XEWH-TV Canal 6 el 30 de mayo de ese año hasta 1969 cuando el canal pasa a convertirse en repetidora del Canal 2 (XEW-TV) fue el dibujo de un juancito de la isla Espíritu Santo que se encontraba parado con su guitarra sobre el dígito 6 en tipografía FWD Egyptian Tower Regular, y debajo del número 6, estaba la palabra canal en minúsculas con tipografía Pyes Pa Billboard. Su primer eslogan era La espiga del Noroeste. |
| 1969-1978              | El 24 de febrero de 1969, el canal adopta un logotipo, el cual consistió en el dígito "6" en tipografía Stripes. A su izquierda se encontraba la palabra Canal en letras cursivas debajo de las siglas “XEWH-TV” con la tipografía Sabotage. A partir de 1973, cuando se integró a Televisa, el logotipo comenzó a sufrir transformaciones. Su eslogan era El primero aquí. |
| 1978-1984              | Más de 8 años y medio después de ser repetidora del Canal 2, el 13 de enero de 1978 se retomó la identificación de Canal 6, y su logotipo era el dígito "6" en tipografía Univers 93 Extra Black Extended. |
| 1984-1989              | El logotipo que adopta el canal en 1984 tenía las siguientes características: el logotipo es su distintivo de llamada: XEWH-TV, teniendo como emblema las letras XEWH TV en 3D de color naranja sobre fondo azul donde aparecía el nombre del canal en mayúsculas con la tipografía Retail Price JNL Solid y en color amarillo. Este logotipo se usó hasta 1989 cuando el canal pasó a llamarse XEWH-TV quitando la identificación de Canal 6 de su nombre. Su eslogan era La imagen que une a Sonora. |
| 1987-1989              | El logotipo que adopta el 2 de noviembre de 1987 tenía las siguientes características: El dígito "6" es similar al del emblema de 1969 solo que consistía en varios colores; rojo, amarillo, rosa, verde, naranja y blanco, el cual se transformaba en el número 6 de color rosa tony en 3D al final de la cortinilla. Arriba del dígito 6 aparece la palabra CANAL en mayúsculas con tipografía Boltz 3D Italic. Su eslogan era ¡El canal que une a Sonora!. |
| 1988                   | En junio de ese año, el Canal 6 empezó a ser posicionado como "Telemax". |
| 1989-1990              | En ese año, el Canal 6 pasa a llamarse únicamente XEWH-TV, quitando la identificación del canal de su nombre. Su eslogan era La imagen que une a Sonora. |
| 1990-1997              | El 1 de julio de 1990, el Canal 6 se identifica como Telemax, presentando sus primeros 2 logotipos diseñados por Francisco "Paco" Ureña, hijo del dibujante Don Marcelo Ureña, los cuales estuvieron identificando a la señal en sus inicios posiblemente inspirados o basados en el atardecer del Cerro del Bachoco localizado al noreste de la ciudad de Hermosillo, capital del estado mexicano de Sonora: El primer logotipo que adopta el 1 de junio de 1990, fue el diseño de los 3 cerros negros con un sol rojo en el centro, teniendo abajo de estos últimos el nombre del canal en mayúsculas y en color negro con la tipografía ITC Franklin Pro Black; el eslogan durante ese período fue ¡Televisión en grande!. El segundo estrenado el 1 de octubre del mismo año mantuvo los cerros negros, pero teniendo el sol de un color naranja de un tono fuerte ocultándose al poniente entre los 3 cerros de color negro; su eslogan era Tu canal consentido.                                               |
| 1997-2003              | El logotipo retoma el sol rojo que es exactamente igual al del emblema de 1990 sólo que ahora aparece con los 3 cerros en 3D en tonalidades marrones. El 15 de diciembre de 1997 el logo tuvo una radical transformación: El nombre del canal aparecía en letras mayúsculas con las tipografías News Gothic No. 2 Com Bold y Neue Helvetica Paneuropean 97 Condensed Black y el sol rojo fue formado por 3 cerros en tonos marrones. Este logo estuvo como oficial pero algunos promocionales y cortinillas lo siguieron utilizando hasta el 10 de noviembre de 2003 cuando el canal cambió su logotipo. Su eslogan era Televisión de Sonora. |
| 40° aniversario (1999) | El 30 de mayo de 1999, Telemax celebró sus 40 años de vida y para ello cambió su imagen corporativa presentando su logotipo conmemorativo con el eslogan 40 Años. El logo que adopta por motivo de los 40 años de la televisión en el estado mexicano de Sonora es parecido al de 1990; este consistía en el sol rojo con sus 3 cerros negros similar en diseño al del logotipo estrenado el 1 de junio de 1990 formado por el sol rojo con sus 3 cerros negros, dos triángulos rosados que aparecen en la esquina inferior izquierda, tres cerros azules que aparecen en la esquina superior izquierda y otros tres amarillos que aparecen en la esquina superior derecha; y dos triángulos verdes en la esquina inferior derecha; entre el sol rojo y los cerros negros y arriba del cerro azul y el cerro amarillo aparecían las siglas del canal con las palabras 1959 - 1999, teniendo abajo de los cerros negros el nombre del canal en mayúsculas y en color negro con la tipografía ITC Franklin Pro Black. |
| 2001                   | El 14 de mayo de 2001, el canal renueva su logotipo, adoptando el siguiente emblema formado por tres rampas de colores azul, naranja, amarillo, verde y morado formando el sol con sus dos montañas y teniendo abajo del emblema el nombre del canal en tipografía Europa Grotesk No 2 SH ExtraBold. El emblema tuvo estos colores, aunque en algunas identificaciones aparecía en tonalidades grises. Su eslogan era Telemax vive en ti. |
| 2001-2009              | El 10 de noviembre de 2003, a partir de las 7:00 a. m., Telemax renueva su imagen corporativa, la cual consiste en el globo terráqueo de un color gris de un tono oscuro rotando con la letra "T" en color gris claro encima de los continentes de color gris oscuro, teniendo a la izquierda la esfera en 3D junto con y arriba del globo terráqueo aparece el nombre del canal con la tipografía Helvetica. Su eslogan cambió a Telemax se ve más. Este logotipo se mostraba en la esquina superior derecha de la pantalla, y tenía un ligero perfil grisáceo que evitaba que el logotipo se perdiera si una escena era del mismo color que alguna de las figuras que lo componían. El logotipo permaneció de esta manera hasta julio de 2008 cuando el canal cambió su emblema mostrándose en el mismo lugar. Su frase identificatoria era Telemax se ve más. |
| 45° aniversario (2004) | Por motivo de los 45 años de la televisión en el estado mexicano de Sonora, el logotipo que adopta el canal el 30 de mayo de 2004 tenía las siguientes características: El logotipo conmemorativo es igual al del emblema del 2001; simplemente añadiendo el texto “45 años” con la tipografía oficial del canal. A su derecha se encuentra la frase "45 AÑOS" en colores rojo y negro y la palabra "AÑOS" en color negro debajo del número "45". |
| 2005-2009              | El 5 de febrero de 2005, el logotipo del 2001 sufrió una modificación general, cambiando a un círculo similar al de la Luna nueva partido a la mitad en ambos lados con la letra "T" delineada en gris agregando un cometa rojo sobre fondo negro. Abajo del círculo estaba el nombre del canal en mayúsculas con la tipografía Swiss 911 Std Compressed. En julio de 2008, se muestra el logotipo en la esquina superior derecha, el logotipo era tráslucido y tenía un ligero perfil grisáceo que evitaba que el logotipo se perdiera si una escena era del mismo color que alguna de las figuras que lo componían. El logotipo permaneció de esta misma manera hasta noviembre de 2009 cuando el canal estrenó su nueva identidad visual mostrándose en el mismo lugar. |
| 50° aniversario (2009) | Del 31 de agosto al 5 de septiembre de 2009, para iniciar la celebración del 50 aniversario de la Televisión en Sonora: el canal mostró el logotipo conmemorativo transmitiendo algunos de los programas más importantes de la Televisora de Hermosillo transmitidos entre 1959 y 2009, aunque durante ese lapso se transmitió parte de la programación habitual del canal. El 31 de agosto de ese año, el logotipo tuvo una radical transformación: el nombre del canal aparecía debajo de la palabra ANIVERSARIO con la tipografía Swiss 911 Std Compressed y el número 50 fue formado por el dígito 5 pero a la izquierda del mismo aparecía el círculo con forma de Luna nueva partido a la mitad con la letra "T" delineada en color gris y encimado, el cometa rojo. |
| 2009-2015              | El 2 de noviembre de 2009, el canal adopta su nuevo logotipo que es también de forma circular, el cual consiste en un círculo blanco transparente sobre un fondo amarillo abajo de los rectángulos que aparecían con los colores azul, morado y naranja donde estaba el nombre del canal con la tipografía Sneakers Pro Wide Oblique. Su frase fue El canal de la familia sonorense. |
| 2015-2022              | El 9 de marzo de 2015, el canal cambia completamente el logotipo y su imagen institucional presentando 2 logotipos base: el primero tenía unos globos cuadrados de texto repartidos en 5 colores: en la parte izquierda, verde y naranja, rosa al centro, y en la derecha morado y azul y arriba del globo cuadrado de texto naranja estaba el nombre del canal en tipografía Gravia Regular, y el segundo tuvo los mismos 4 colores de los 5 globos cuadrados de texto, aunque el tercero aparecía en tonalidades de magenta oscuro. Su eslogan era "Tu voz se escucha". Dicho logo fue reemplazado en 2016 por uno que cambia solamente los colores de los globos cuadrados de texto a 3 colores: rojo, verde y naranja. Sus frases de identificación fueron "Por ti" y "Uniendo raíces" . |
| 2015-2022              | Logotipo en HD: El logo HD es igual al de su señal analógica; simplemente añadiendo una barra vertical y la sigla “HD”, del mismo tamaño que el logotipo. |
| 60° aniversario (2019) | Durante los meses de marzo a mayo de ese año, el canal presenta por motivo de la celebración de su 60 aniversario su logotipo especial con el eslogan "60 años por ti". El logotipo conmemorativo era formado por el dígito "6" teniendo a su lado derecho la letra "C" con forma de cristal el cual se transformaba en el número "60" formado por el dígito "6" y la letra "O" partida a la mitad con la misma tipografía del logotipo de 1969 al final de la cortinilla. |
| 2022-presente          | El 17 de enero de 2022, a partir de las 6:00 a. m., el canal renueva su imagen, y su logotipo retoma el sol naranja usado entre 1990 y 1997, aunque se cambió la imagen del canal recortando el sol a la mitad con forma de 3 cerros similar a la del logotipo de 1990, y en la parte de abajo la palabra TELEMAX en mayúsculas y en color negro con tipografía Evelth Clean Regular, y arriba del nombre del canal aparecen las barras horizontales de color guinda. Su eslogan cambió a Telemax es tuyo. |

## Lemas

### Canal 6
| Período   | Eslogan                     |
| --------- | --------------------------- |
| 1959-1969 | La espiga del Noroeste      |
| 1969-1984 | El primero aquí             |
| 1984-1990 | La imagen que une a Sonora  |
| 1987-1989 | ¡El canal que une a Sonora! |

### Telemax
| Período                        | Eslogan                                                                           |
| ------------------------------ | --------------------------------------------------------------------------------- |
| 1990-1997                      | ¡Televisión en grande! Tu canal consentido                                        |
| 1997-2003                      | Televisión de Sonora                                                              |
| 2001-2003                      | Vive en ti                                                                        |
| 2003                           | Rumbo a la transformación Se verá más                                             |
| 2003-2009                      | Se ve más                                                                         |
| 2009-2015                      | El canal de la familia sonorense La televisión de Sonora Orgullosamente sonorense |
| 2015-2022                      | #TuVozSeEscucha Por ti Uniendo raíces                                             |
| 2019 (Motivo, aniversario #60) | 60 años por ti                                                                    |
| 2022-presente                  | Es tuyo                                                                           |

## Red de estaciones retransmisoras
Por disposición oficial, el canal virtual asignado para esta cadena a nivel estatal es el 15.1.
La estación XEWH-TDT está concesionada a la paraestatal del Gobierno del Estado de Sonora, Televisora de Hermosillo S.A. de C.V, para uso comercial, mientras que las estaciones retransmisoras están concesionadas al Gobierno del Estado de Sonora para uso público.
| Distintivo | Canal digital | Poblaciones obligatorias a servir |
| ---------- | ------------- | --------------------------------- |
| XEWH-TDT   | 19            | Hermosillo.                       |
| XHADO-TDT  | 14            | Adivino.                          |
| XHAPS-TDT  | 22            | Agua Prieta.                      |
| XHALM-TDT  | 22            | Álamos.                           |
| XHACH-TDT  | 22            | Arivechi.                         |
| XHAZP-TDT  | 14            | Arizpe.                           |
| XHALS-TDT  | 14            | Átil.                             |
| XHBNI-TDT  | 14            | Bacadéhuachi.                     |
| XHBCA-TDT  | 14            | Bacanora.                         |
| XHBAC-TDT  | 16            | Bacerac.                          |
| XHBCI-TDT  | 14            | Bacoachi.                         |
| XHBAS-TDT  | 30            | Banámichi.                        |
| XHBVA-TDT  | 14            | Baviácora.                        |
| XHBVE-TDT  | 14            | Bavispe.                          |
| XHBNL-TDT  | 14            | Benjamín Hill.                    |
| XHCAS-TDT  | 36            | Caborca.                          |
| XHCCS-TDT  | 43*           | Cananea.                          |
| XHCRO-TDT  | 15            | Carbó.                            |
| XHCOJ-TDT  | 43*           | Ciudad Obregón.                   |
| XHRPS-TDT  | 14            | Cucurpe.                          |
| XHCPS-TDT  | 34            | Cumpas.                           |
| XHDVS-TDT  | 16            | Divisaderos.                      |
| XHFAS-TDT  | 19            | Fronteras.                        |
| XHGDS-TDT  | 28            | Granados.                         |
| XHSGU-TDT  | 18            | Guaymas.                          |
| XHHCH-TDT  | 14            | Huachinera.                       |
| XHHAS-TDT  | 18            | Huásabas.                         |
| XHIMS-TDT  | 19            | Ímuris.                           |
| XHMDS-TDT  | 14            | Magdalena de Kino.                |
| XHMZN-TDT  | 34            | Mazatán.                          |
| XHMOS-TDT  | 31            | Moctezuma.                        |
| XHNAC-TDT  | 33            | Naco.                             |
| XHNCO-TDT  | 14            | Nácori Chico.                     |
| XHNGE-TDT  | 14            | Nácori Grande.                    |
| XHNCZ-TDT  | 22            | Nacozari.                         |
| XHONV-TDT  | 14            | Ónavas.                           |
| XHOQT-TDT  | 15            | Oquitoa.                          |
| XHPES-TDT  | 48*           | Puerto Peñasco.                   |
| XHQBI-TDT  | 16            | Querobabi.                        |
| XHRON-TDT  | 15            | Rayón.                            |
| XHRSO-TDT  | 35            | Rosario.                          |
| XHSPA-TDT  | 20            | Sahuaripa.                        |
| XHSFS-TDT  | 18            | San Felipe de Jesús.              |
| XHSJR-TDT  | 14            | San Javier.                       |
| XHRCS-TDT  | 30            | San Luis Río Colorado.            |
| XHSPE-TDT  | 14            | San Pedro de la Cueva.            |
| XHSAS-TDT  | 15            | Santa Ana.                        |
| XHSCZ-TDT  | 14            | Santa Cruz.                       |
| XHSIC-TDT  | 14            | Sáric.                            |
| XHSSE-TDT  | 14            | Sasabe.                           |
| XHSQP-TDT  | 17            | Sinoquipe.                        |
| XHSYT-TDT  | 14            | Sonoyta.                          |
| XHSYO-TDT  | 14            | Soyopa.                           |
| XHSGE-TDT  | 14            | Suaqui Grande.                    |
| XHTCE-TDT  | 14            | Tepache.                          |
| XHUES-TDT  | 14            | Ures.                             |
| XHVHO-TDT  | 14            | Villa Hidalgo.                    |
| XHVPA-TDT  | 31            | Villa Pesqueira.                  |
| XHYES-TDT  | 39*           | Yécora.                           |

- Algunas estaciones aún no tienen asignado un canal de frecuencias por debajo del canal 37, como se ha establecido para liberar la llamada banda de los 600 MHz.[6]